# Reeseville
Reeseville és una població dels Estats Units a l'estat de Wisconsin. Segons el cens del 2000 tenia 703 habitants.

## Demografia
Segons el cens del 2000, Reeseville tenia 703 habitants, 287 habitatges, i 185 famílies. La densitat de població era de 445 habitants per km².
Dels 287 habitatges en un 34,1% hi vivien nens de menys de 18 anys, en un 51,9% hi vivien parelles casades, en un 8% dones solteres, i en un 35,5% no eren unitats familiars. En el 30% dels habitatges hi vivien persones soles el 13,6% de les quals corresponia a persones de 65 anys o més que vivien soles. El nombre mitjà de persones vivint en cada habitatge era de 2,45 i el nombre mitjà de persones que vivien en cada família era de 3,06.
Per edats la població es repartia de la següent manera: un 27% tenia menys de 18 anys, un 8,5% entre 18 i 24, un 33,1% entre 25 i 44, un 19,5% de 45 a 60 i un 11,8% 65 anys o més.
L'edat mediana era de 34 anys. Per cada 100 dones de 18 o més anys hi havia 98,8 homes.
La renda mediana per habitatge era de 37.120 $ i la renda mediana per família de 44.375 $. Els homes tenien una renda mediana de 31.932 $ mentre que les dones 22.000 $. La renda per capita de la població era de 16.036 $. Aproximadament el 7,3% de les famílies i el 9,9% de la població estaven per davall del llindar de pobresa.

## Poblacions més properes
El següent diagrama mostra les poblacions més properes.